# Как-Тилиу-Чан-Чак
Как-Тилиу-Чан-Чак (6 января 688 — 720) — правитель Саальского царства со столицей в Наранхо.

## Биография
Как-Тилиу-Чан-Чак был преемником и сыном царицы Иш-Вак-Чан-Ахав и Как-У-?-Чан-Чака. Их родство доказала стела 46, обнаруженная в 2017 году.
В 693 году его мать правила как его регентша. При поддержке Кануля происходит расширение власти Сааля. В течение 693 года были побеждены следующие небольшие города: Кинчилькаб, Туубаль и Биталь. Вслед за этим началась война с Мутульским царством, в которой в 695 году Сааль одержал победу. Затем саальское войско объединилось с канульским, но в августе того же года потерпело сокрушительное поражение.
В 696 году были побеждены неизвестные царства, в 698 году состоялась вторая победа над царством Кинчилькаб и чуть позже в том же году победа над царством Канвицнал (Уканаль).
В 706 году было повержено царство Йооц (северо-восточный Петен). В 710 году началась война с Йашха, которая закончилась 3 месяца спустя победой Сааля. В апреле 711 года Как-Тилиу-Чан-Чак подчинил царство Сакха. Правители Йооца и Канвицнала, воцарившиеся в 712 году, признали Сааль своим сюзереном. Также влияние Сааля сохранилось в Туубале. При этом Сааль стал независим от Кануля.
Как-Тилиу-Чан-Чак умер в 720 году, его преемником стала его мать Иш-Вак-Чан-Ахав.